# 1989-es fedett pályás atlétikai Európa-bajnokság
Az 1989-es fedett pályás atlétikai Európa-bajnokságot Hágában, Hollandiában rendezték február 18. és február 19. között. Ez volt a 20. fedett pályás Eb. A férfiaknál 13, a nőknél 11 versenyszám volt.

## A magyar sportolók eredményei
Magyarország az Európa-bajnokságon 16 sportolóval képviseltette magát.

## Éremtáblázat
(A táblázatban a rendező nemzet eltérő háttérszínnel kiemelve.)
| Helyezés | Nemzet         | Arany | Ezüst | Bronz | Összesen |
| 1.       | Szovjetunió    | 4     | 5     | 4     | 13       |
| 2.       | Nagy-Britannia | 4     | 4     | 1     | 9        |
| 3.       | NSZK           | 3     | 2     | 3     | 8        |
| 4.       | Hollandia      | 3     | 2     | 1     | 6        |
| 5.       | Románia        | 3     | 0     | 1     | 4        |
| 6.       | NDK            | 2     | 4     | 1     | 7        |
| 7.       | Franciaország  | 2     | 1     | 4     | 7        |
| 8.       | Spanyolország  | 1     | 2     | 1     | 4        |
| 9.       | Ausztria       | 1     | 0     | 1     | 2        |
| 10.      | Bulgária       | 1     | 0     | 0     | 1        |
| 11.      | Csehszlovákia  | 0     | 1     | 1     | 2        |
| 11.      | Olaszország    | 0     | 1     | 1     | 2        |
| 11.      | Norvégia       | 0     | 1     | 1     | 2        |
| 11.      | Svájc          | 0     | 1     | 1     | 2        |
| 15.      | Finnország     | 0     | 0     | 1     | 1        |
| 15.      | Lengyelország  | 0     | 0     | 1     | 1        |

## Érmesek
- WR – világrekord
- CR – Európa-bajnoki rekord
- AR – kontinens rekord
- NR – országos rekord
- PB – egyéni rekord
- WL – az adott évben aktuálisan a világ legjobb eredménye
- SB – az adott évben aktuálisan az egyéni legjobb eredmény

### Férfi
| Versenyszám      | Arany                             | Arany    | Ezüst                          | Ezüst    | Bronz                                | Bronz    |
| ---------------- | --------------------------------- | -------- | ------------------------------ | -------- | ------------------------------------ | -------- |
| 60 m             | Andreas Berger · Ausztria         | 6,56     | Matthias Schlicht · NSZK       | 6,58     | Michael Rosswess · Nagy-Britannia    | 6,59     |
| 200 m            | Ade Mafe · Nagy-Britannia         | 20,92    | John Regis · Nagy-Britannia    | 21,00    | Bruno Marie-Rose · Franciaország     | 21,14    |
| 400 m            | Cayetano Cornet · Spanyolország   | 46,21    | Brian Whittle · Nagy-Britannia | 46,49    | Klaus Just · NSZK                    | 46,80    |
| 800 m            | Steve Heard · Nagy-Britannia      | 1:48,84  | Rob Druppers · Hollandia       | 1:48,96  | Joachim Heydgen · NDK                | 1:49,75  |
| 1500 m           | Hervé Phélippeau · Franciaország  | 3:47,42  | Han Kulker · Hollandia         | 3:47,57  | Szergej Afanaszjev · Szovjetunió     | 3:47,63  |
| 3000 m           | Dieter Baumann · NSZK             | 7:50,43  | Abel Antón · Spanyolország     | 7:51,88  | Jacky Carlier · Franciaország        | 7:52,23  |
| 60 m gát         | Colin Jackson · Nagy-Britannia    | 7,59     | Holger Pohland · NDK           | 7,65     | Philippe Tourret · Franciaország     | 7,67     |
| 5000 m gyaloglás | Mihail Scsennyikov · Szovjetunió  | 18:35,60 | Roman Mrázek · Csehszlovákia   | 18:40,11 | Giovanni De Benedictis · Olaszország | 18:43,45 |
| Magasugrás       | Dietmar Mögenburg · NSZK          | 2,33     | Dalton Grant · Nagy-Britannia  | 2,33     | Alekszej Jemelin · Szovjetunió       | 2,30     |
| Rúdugrás         | Grigorij Jegorov · Szovjetunió    | 5,75     | Igor Potapovics · Szovjetunió  | 5,75     | Mirosław Chmara · Lengyelország      | 5,70     |
| Távolugrás       | Emiel Mellaard · Hollandia        | 8,14     | Antonio Corgos · Spanyolország | 8,12     | Frans Maas · Hollandia               | 8,11     |
| Hármasugrás      | Nyikolaj Muszijenko · Szovjetunió | 17,29    | Volker Mai · NDK               | 17,03    | Milan Mikuláš · Csehszlovákia        | 16,84    |
| Súlylökés        | Ulf Timmermann · NDK              | 21,68    | Karsten Stolz · NSZK           | 20,22    | Georg Andersen · Norvégia            | 20,22    |

### Női
| Versenyszám      | Arany                             | Arany    | Ezüst                               | Ezüst    | Bronz                               | Bronz    |
| ---------------- | --------------------------------- | -------- | ----------------------------------- | -------- | ----------------------------------- | -------- |
| 60 m             | Nelli Fiere-Cooman · Hollandia    | 7,15     | Laurence Bily · Franciaország       | 7,19     | Sisko Hanhijoki · Finnország        | 7,23     |
| 200 m            | Marie-José Pérec · Franciaország  | 23,21    | Regula Aebi · Svájc                 | 23,38    | Sabine Tröger · Ausztria            | 23,35    |
| 400 m            | Sally Gunnell · Nagy-Britannia    | 52,04    | Marina Smonyina · Szovjetunió       | 52,36    | Anita Protti · Svájc                | 52,57    |
| 800 m            | Doina Melinte · Románia           | 1:59,89  | Ellen Kiessling · NDK               | 2:01,24  | Tatyjana Grebencsuk · Szovjetunió   | 2:01,63  |
| 1500 m           | Paula Ivan · Románia              | 4:07,16  | Marina Jacsmenyjova · Szovjetunió   | 4:07,77  | Szvetlana Kitova · Szovjetunió      | 4:08,36  |
| 3000 m           | Elly van Hulst · Hollandia        | 9:10,01  | Nicky Morris · Nagy-Britannia       | 9:12,37  | Maricica Puică · Románia            | 9:15,49  |
| 60 m gát         | Jordanka Donkova · Bulgária       | 7,87     | Ljudmila Narozsilenko · Szovjetunió | 7,94     | Gabi Lippe · NSZK                   | 7,96     |
| 3000 m gyaloglás | Beate Anders · NDK                | 12:21,91 | Ileana Salvador · Olaszország       | 12:32,43 | María Reyes Sobrino · Spanyolország | 12:39,50 |
| Magasugrás       | Galina Astafei · Románia          | 1,96     | Hanne Haugland · Norvégia           | 1,96     | Maryse Ewanjé-Epée · Franciaország  | 1,91     |
| Távolugrás       | Galina Csisztyakova · Szovjetunió | 6,98     | Jolanda Csen · Szovjetunió          | 6,86     | Ringa Ropo-Junnila · Finnország     | 6,62     |
| Súlylökés        | Stephanie Storp · NSZK            | 20,30    | Heike Hartwig · NDK                 | 20,03    | Iris Plotzitzka · NSZK              | 19,79    |